# Teolo
Teolo é uma comuna italiana da região do Vêneto, província de Pádua, com cerca de 8.188 habitantes. Estende-se por uma área de 31 km², tendo uma densidade populacional de 264 hab/km². Faz fronteira com Abano Terme, Cervarese Santa Croce, Galzignano Terme, Rovolon, Saccolongo, Selvazzano Dentro, Torreglia, Vo'.

## Demografia
| Variação demográfica do município entre 1861 e 2011                               |
|                                                                                   |
| Fonte: Istituto Nazionale di Statistica (ISTAT) - Elaboração gráfica da Wikipedia |